# Razz
Rasmus Ott (født 30. juli 1989 i Klarup), bedre kendt som Razz, er en dansk rapper og sanger.
Han fik sit gennembrud, da han i 2002 vandt De Unges Melodi Grand Prix 2002 med sangen "Kickflipper". Samme år vandt Razz også den første udgave af MGP Nordic. Et år senere i 2003, spillede han en af hovedrollerne i TV 2s julekalender Jesus & Josefine. Senere i 2015 blev han vært på børnekanalen DR Ramasjang.

## Diskografi
- Kickflipper (2002)
- Julejam (2002)
- Kast dine hænder op (2003)
- Lets Go Party (musik-dvd)